# Barreiras Esporte Clube
Barreiras Esporte Clube é um clube brasileiro de futebol, da cidade de Barreiras, no estado da Bahia. Suas cores são azul e amarelo. Foi campeão da Segunda Divisão do Campeonato Baiano de Futebol de 2000.

## História
O Barreiras entrou no profissionalismo em 2000, quando venceu o Torneio Seletivo (3ª Divisão), passando no mesmo ano para a disputa do Campeonato Baiano da Segunda Divisão. Conquistou o título após vencer o Jacuipense com um gol de falta de Esquerdinha aos 47 do 2º tempo. No 1º jogo havia perdido por 3x0; na partida de volta, venceu 3x0 e ficou com o título por ter tido melhor campanha.
Em 2001, fez boa campanha na Primeira Divisão baiana, terminando o campeonato na sexta posição. O sexto lugar na classificação geral, para um time "novato" foi motivo para comemoração. Porém, em 2002, passou por uma má fase que resultou em seu rebaixamento. Disputou a 2ª Divisão em 2003, alcançando o 4º lugar. Em 2004, abandonou o futebol profissional.
No Campeonato Baiano, o clube realizava viagens de até 1.200 km para disputar suas partidas. O time era composto por: Vanuca; Ricardo, Nei, Claudemir, Esquerdinha, Peu, Nenê, Marcelinho, Serginho, Bodaneze e Viola. Também faziam parte do elenco: Marinho, Fernando, Nino, Cesinha, Gilmar, De Paula, Totinga, entre outros. O Barreiras foi comandado por Gilson Porto e depois por Paulinho Criciúma. O presidente do clube era Baltazar Profeta Guimarães.
Em 2011, o clube das cores azul e amarelo tentou um retorno ao profissionalismo, chegando a fazer inscrição para Terceira Divisão baiana, mas não teve sucesso.
Em junho de 2016, após 12 anos de inatividade, o Barreiras Esporte Clube deu o pontapé inicial ao processo que culminará no seu retorno ao futebol profissional. O clube, que não disputa uma competição desde 2004, ficou cada vez mais próximo de voltar aos gramados da Bahia ao dar início na FBF - Federação Bahiana de Futebol - os trâmites para que a região do Extremo Oeste do estado volte a contar com um representante no futebol profissional.

## Títulos
| ESTADUAIS | ESTADUAIS                   | ESTADUAIS | ESTADUAIS  |
|           | Competição                  | Títulos   | Temporadas |
| --------- | --------------------------- | --------- | ---------- |
|           | Campeonato Baiano - Série B | 1         | 2000       |